# Полковник Серафимово
Полковник Серафимово е село в Южна България. То се намира в община Смолян, област Смолян. До 1934 година името на селото е Алами дере. За няколко месеца от август до декември 1934 година носи името Ябълка, а след това е наименувано на героя от Балканската война полковник Владимир Серафимов.

## География
Село Полковник Серафимово се намира в планински район в южната част на Родопите, на 2 километра южно от пътя Смолян – Рудозем. Отстои на около 10 километра от Смолян. Климатът е подходящ за туризъм.

## История
Първите заселници на селото са избягалите българи след потурчването на Смолян. В османски поименен регистър от 1841 година се посочва, че от Полковник Серафимово (Аламут) постъпват в армията 2 войници, което е косвено доказателство, че по онова време в селото живеят помаци.
При избухването на Балканската война в 1912 година 6 души от Алами дере са доброволци в Македоно-одринското опълчение.

## Забележителности
На хълм в центъра на селото се намира паметник в чест на загиналите във войните местни жители и на славния 21-ви полк и неговия командир полковник Владимир Серафимов. На близкия връх Средногорец е издигнат паметник, наричан Родопска Шипка, за известната Битка при Аламидере на 21 октомври (3 ноември по нов стил) 1912 г. по време на Първата балканска война.
В самото село има 2 добре поддържани източноправославни храма. Църквата „Въведение Богородично“ е осветена в 1887 година и е декларирана като художествен паметник на културата.

## Личности
Родени в Полковник Серафимово
- Вълчо Аврамов Каджабов (1881 - ?), български революционер, деец на Върховния македоно-одрински комитет
- Георги Каракехайов (1926 – 2010), дългогодишен главен инженер на Транспортни войски
- Георги Мусорлиев (17 юни 1927 - 1996), български музикант, гайдар, акомпанира на гайда на Валя Балканска за песента „Излел е Делю хайдутин“[6]
- Георги Христов Пачаманов, македоно-одрински опълченец, Втора рота на Петнадесета щипска дружина[7]
- Георги Чилингиров (1914 – 2000), известен български народен певец
- Коста Ангелов, македоно-одрински опълченец, 27-годишен, Втора рота на Пета одринска дружина, ранен, носител на орден „За храброст“ III степен[8]
- Коста Панджуров (Панжаров, 1875 – ?), македоно-одрински опълченец, Трета рота на Единадесета сярска дружина, носител на орден „За храброст“ IV степен[9]
- Манол Христов Чилов (1873[10] – ?), македоно-одрински опълченец, зачислен във Втора бригада, Осма костурска дружина, Втора рота и участва в походите София, Саранбей, Дедеагач, Шаркьой, Султан тепе. На 17 март 1943 година, като жител на Варна, подава молба за българска народна пенсия, която е одобрена и пенсията е отпусната от Министерския съвет на Царство България[11]
- Мария Момчилова Стайкова Хубчева (1856 - ?), българска революционерка, деятелка на Върховния македоно-одрински комитет
- Михал Вълчев (1876 – ?), македоно-одрински опълченец, четата на Никола Лефтеров, Четвърта рота на Десета прилепска дружина[12]
- Момчил Георгиев, македоно-одрински опълченец, Трета рота на Петнадесета щипска дружина, носител на орден „За храброст“ IV степен[13]
- Тодор Атанасов, македоно-одрински опълченец, Трета рота на Петнадесета щипска дружина[14]

Починали в Полковник Серафимово
- Цветан Марангозов (1933 – 2021), български писател, поет и драматург

## Други
Близо се намира прочутата Родопска Шипка. В селото се намира и семеен хотел „Ловна хижа“ с 10 места и механа към него, с разнообразна местна и традиционна кухня.